# Akademia Wojskowa im. Michaiła Frunzego
Akademia Wojskowa im. Michaiła Frunzego (ros. Военная академия имени М. В. Фрунзе) – radziecka uczelnia wojskowa typu akademickiego, przygotowująca oficerów – specjalistów dla radzieckich sił zbrojnych i sił zbrojnych państw sprzymierzonych, istniejąca w latach 1918–1998.

## Historia
Rozkazem RWSR numer 47 z 7 października 1918 otwarto w Moskwie Akademię Sztabu Generalnego.
Po powstaniu Akademii Sztabu Generalnego ZSRR im. Woroszyłowa, Akademia została przeorientowana na szkolenie taktyczne z zakresu używania łączonych rodzajów broni. Rozkazem RWSR (nr 1675 z 5 sierpnia 1921) przekształcono ją na ogólnowojskową i przemianowano na Akademię Wojskową RKKA. Następnie rozkazem RWS ZSRR nr 1086 z 5 listopada 1925 Akademii nadano imię Michaiła Frunzego. Imię to uczelnia nosiła do przekształcenia w 1998.
Pośród przedmiotów wykładanych w Akademii były m.in. różne przedmioty z dziedzin operacyjno-taktycznych, marksizm-leninizm, historia Komunistycznej Partii Związku Radzieckiego i pracy partyjno-politycznej, historia wojny i sztuki wojennej, języki obce i inne przedmioty, w tym sekcja badań naukowych (przedmioty ścisłe).
W latach 30. XX wieku zostały w Akademii otwarte Wyższe Kursy Wojskowe, które były zaawansowanym programem szkoleń dla wcześniejszych absolwentów.
W późnych latach 70. XX wieku biblioteka Akademii liczyła około dwóch milionów woluminów.
W 1998 roku uczelnia została przekształcona w Ogólnowojskową Akademię Sił Zbrojnych Federacji Rosyjskiej.

## Komendanci Akademii
- 1918–1919 – Anton Klimowicz
- 1919–1921 – Andriej Sniesariew
- 1921–1922 – Michaił Tuchaczewski
- 1922–1922 – Anatolij Giekker
- 1922–1924 – Pawieł Lebiediew
- 1924–1925 – Michaił Frunze
- 1925–1932 – Robert Ejdeman
- 1932–1935 – Boris Szaposznikow
- 1935–1937 – August Kork
- 1937–1939 – Nikołaj Wieriowkin-Rachalski
- 1939–1941 – Michaił Chozin
- 1941–1944 – Nikołaj Wieriowkin-Rachalski
- 1944–1948 – Nikandr Czibisow
- 1948–1950 – Wiaczesław Cwietajew
- 1950–1954 – Aleksiej Żadow
- 1954–1968 – Pawieł Kuroczkin
- 1968–1969 – Andriej Stuczenko
- 1969–1978 – Aleksiej Radzijewski
- 1978–1982 – Pawieł Mielnikow
- 1982–1985 – Giennadij Obaturow
- 1985–1991 – Władimir Konczic
- 1991–1991 – Władimir Łobow
- 1992–1997 – Fiodor Kuźmin
- 1997–1998 – Leonid Zołotow

...
od listopada 2024 generał pułkownik Giennadij Anaszkin

## Niektórzy generałowie Wojska Polskiego, absolwenci akademii
1. Franciszek Andrijewski
2. Dawid Barinow
3. Janusz Bronowicz
4. Michaił Chilinski
5. Wincenty Cybulski
6. Bolesław Czarniawski
7. Józef Flis
8. Juliusz Hibner
9. Wiktor Jankowski
10. Jan Jośkiewicz
11. Marek Karakoz
12. Włodzimierz Kopijkowski
13. Władysław Korczyc
14. Ryszard Lackner
15. Eugeniusz Leoszenia
16. Grigorij Łaźko
17. Julian Maj
18. Władysław Mróz
19. Stanisław Popławski
20. Ignatij Prostiakow
21. Aleksander Romeyko
22. Antoni Siwicki
23. Jerzy Słowiński
24. Wsiewołod Strażewski
25. Iwan Suchow
26. Leon Szyszko
27. Karol Świerczewski
28. Konstantin Tielnow
29. Tadeusz Tuczapski
30. Andrzej Tyszkiewicz
31. Czesław Waryszak
32. Aleksander Waszkiewicz
33. Włodzimierz Zieliński

## Wybrani absolwenci innych narodowości
1. Aleksiej Aleljuchin – radziecki as myśliwski
2. Siemion Budionny – marszałek Związku Radzieckiego
3. Líster Forján – hiszpański polityk i wojskowy
4. Filip Golikow – marszałek Związku Radzieckiego
5. Leonid Goworow – marszałek Związku Radzieckiego
6. Paweł Graczow – minister obrony Federacji Rosyjskiej
7. Dmitrij Jazow – ostatni mianowany marszałek Związku Radzieckiego
8. Andriej Jeriomienko – marszałek Związku Radzieckiego
9. Junus-bek Jewkurow – prezydent Inguszetii
10. Chamis al-Kaddafi – libijski oficer, dowódca Brygady Chamisa, syn Muammara Kaddafiego
11. Pawieł Kazłouski – minister obrony Białorusi
12. Iwan Koniew – marszałek Związku Radzieckiego
13. Grigorij Kulik – marszałek Związku Radzieckiego
14. Wiktor Kulikow – marszałek Związku Radzieckiego
15. Leanid Malcau – minister obrony Białorusi
16. Rodion Malinowski – marszałek Związku Radzieckiego
17. Jurij Ozierow – radziecki reżyser i scenarzysta
18. Oleg Pieńkowski – pułkownik GRU stracony za szpiegostwo na rzecz USA i Wielkiej Brytanii
19. Omar Suleiman – wiceprezydent Egiptu
20. Matwiej Zacharow – marszałek Związku Radzieckiego